# Gorgo Versus Godzilla
Gorgo Versus Godzilla è un cortometraggio del 1969 scritto e diretto da John Carpenter.

## ¿prossimo film?
Gorgo contro il diavolo